# Milo Cools
Milo Cools (Aartselaar, 7 december 1948 - aldaar, 9 augustus 2006) behaalde als Belgisch wielrenner een tweetal titels op de baan bij de amateurs.

## Nationale titels
- 1971: nationaal kampioen achter derny's op de baan bij de amateurs.
- 1972: nationaal kampioen ploegkoers op de baan bij de amateurs.

Hij was de zoon van de wielrenner en ploegleider Frans Cools.